# Hôtel de préfecture des Deux-Sèvres
L'hôtel de préfecture des Deux-Sèvres est un bâtiment situé à Niort, en France. Il sert de préfecture au département des Deux-Sèvres.

## Localisation
L'édifice est situé dans le département français des Deux-Sèvres, sur la commune de Niort.

## Historique
Le bâtiment date du XIXe siècle. En juin 1828 Martignac signe l'acte autorisant le don par la commune de Niort au département des Deux-Sèvres de l'ex-jardin des Plantes, destiné à édifier un nouvel hôtel de préfecture, par le jeune architecte niortais Pierre-Théophile Segretain (1798-1864).

## Protection
La préfecture est partiellement inscrite au titre des monuments historiques le 14 mai 1987.